# Liberale da Verona
Liberale da Verona, född omkring 1445, död 1526 eller 1529, var en italiensk målare.

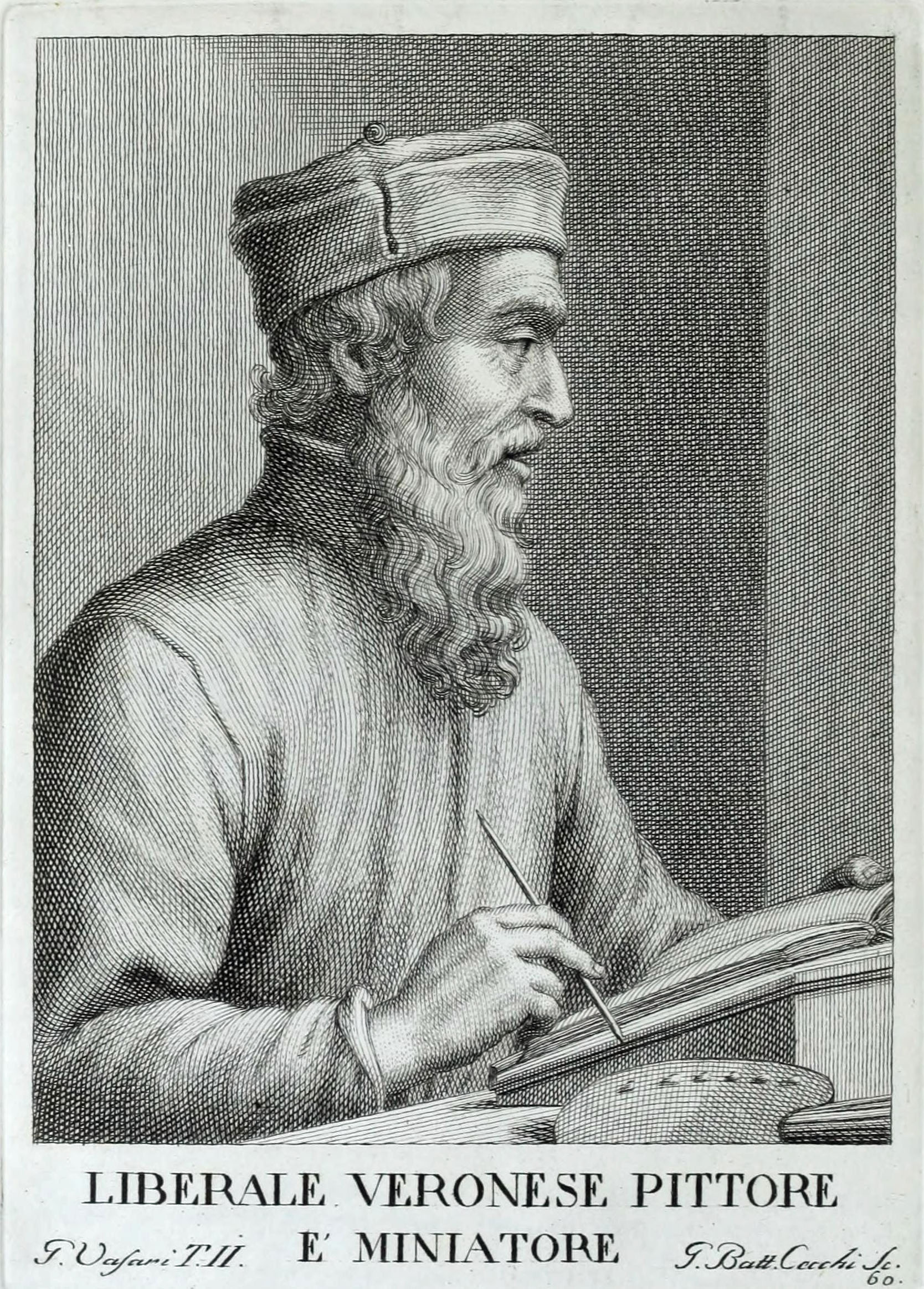
Liberale da Verona

Liberale da Verona influerades bland annat av Antonello da Messina och Andrea Mantegna. Han har efterlämnat fresker som i Santa Anastasia i Verona, stafflibilder som Madonna med änglar i Stockholms universitets ägo samt miniatyrer som mässböcker i domerna i Chiusi och Siena.